# Nils Ortel
Nils Ortel (* 20. Mai 2004) ist ein deutscher Fußballspieler.

## Karriere
Nach seinen Anfängen in der Jugend des FC Bayern München wechselte Ortel im Sommer 2017 in die Jugendabteilung der SpVgg Unterhaching. Nach insgesamt 19 Spielen in der B-Junioren-Bundesliga und 24 Spielen in der A-Junioren-Bundesliga, bei denen ihm insgesamt ein Tor gelang, wurde er im Sommer 2023 in den Kader der zweiten Mannschaft in der Landesliga Bayern aufgenommen. Er kam dort aber auch zu seinem ersten Einsatz im Profibereich in der 3. Liga, als er am 17. September 2023, dem 6. Spieltag, beim torlosen Heimunentschieden gegen den 1. FC Saarbrücken in der 60. Spielminute für Benedikt Bauer eingewechselt wurde.